# Yancey County
Yancey County är ett administrativt område i delstaten North Carolina, USA, med 17 818 invånare. Den administrativa huvudorten (county seat) är Burnsville. 

## Geografi
Enligt United States Census Bureau så har countyt en total area på 811 km². 808 km² av den arean är land och 3 km² är vatten. 

### Angränsande countyn
- Mitchell County - nordost
- McDowell County - sydost
- Buncombe County - sydväst
- Madison County - väster
- Unicoi County, Tennessee - nordväst